# Teodor Dembiński
Teodor Dembiński gróf (névvariáns Theodor; magyar nyelven ismert neve Dembinski Tivadar/vagy Dembinszki és Dembinszky; Lvov, Galícia, 1822. június 13. – Saint Louis, Missouri, USA, 1854.  november 14.) lengyel nemzetiségű, birtokos főnemesi származású honvédőrnagy. Henryk Dembiński honvéd altábornagy unokaöccse.

## Életútja
Hadmérnöki akadémiát végzett Bécsben, 1843-tól mérnökkari hadnagy, 1848-tól főhadnagy Nagyszebenben. 1849 áprilisában állt át a magyar honvédsereghez, május 29-től honvéd mérnökkari százados az V. hadtestben, augusztustól őrnagy ugyanitt. Az 1848–49-es forradalom és szabadságharc bukása után emigrálni kényszerült, a török hadseregbe beléphetett volna, de a muzulmán vallásra nem volt hajlandó áttérni, így Angliába, onnan pedig Amerikába emigrált. 1850. június 4-én már megérkezett New Yorkba. Amerikában az üzleti életben boldogult, szivarárus volt, italboltot is működtetett Hobokenben (New Jersey), s az általa vásárolt farmon, Weawertonban Kossuth Lajos ösztönzésére, Asbóth Sándor tervei szerint egy szíj- és lőszergyár működött 1851–1852-ben.
Feleségét, egy gazdag kereskedő szép leányát, Hogl Emíliát Temesváron ismerte meg, Dembinszki korai halála után az özvegy Rombauer Tivadar legidősebb fiához, Rombauer Róberthez ment feleségül.
A davenporti városi temetőben nyugszik.